# بنجامين غيتلو
بنجامين «بين» غيتلو (22 ديسمبر 1891-19 يوليو 1965)، من أبرز السياسيين الاشتراكيين الأمريكيين في أوائل القرن العشرين، وعضوٌ مؤسس للحزب الشيوعي الأمريكي. مع نهاية الثلاثينيات من القرن العشرين، تحول غيتلو إلى التيار المحافظ، وكتب بيانَين زاخمَين لفضح الشيوعية الأمريكية، وكانا كتابين بالغَي التأثير أثناء حقبة المكارثية. وبقي غيتلو من أبرز مناهضي الشيوعية حتى وفاته.

## خلفية
ولد بنجامين غيتلو في 22 ديسمبر 1891 في إليزابيث بورت، بولاية نيو جيرسي. كان والداه من المهاجرين اليهود الوافدين من الإمبراطورية الروسية؛ انتقل والده لويس ألبيرت غيتلو إلى الولايات المتحدة في العام 1888، ثم لحقت به والدته كاثرين في العام 1889. في الولايات المتحدة، عمل والده بشكلٍ جزئي لساعات غير كافية في عدة مصانع، في حين ساعدت والدته أسرتهم الفقيرة لتحقيق عيشة الكفاف عن طريق العمل بالقطعة في الخياطة في البيت لصالح مصانع الملابس.
يبدو أن الراديكالية كانت متجذرة بعمق في العائلة. وتبادل الزوار في منزل العائلة قصصًا عن تجاربهم الشخصية والسياسية في روسيا القيصرية. فيما بعد، أشار غيتلو إلى هذه التجربة بوصفها عنصرًا مؤثرًا في نموه السياسي:
اعتدت الاستماع باهتمام إلى مغامرات القادة الثوريين الروس، وتجاربهم مع الشرطة، والأيام والسنوات التي أمضوها في السجون، ونفيهم إلى أراضي سيبيريا الجرداء. وكنت أشتعل غضبًا لدى سماعي عن إساءة القيصر معاملة الناس. وقد أُعجبت بقصص الحركات السرية، والنشاطات التآمرية، وكيفية التخطيط لأعمال العنف المستهدفة للطغاة القيصريين... وأدهشتني قصص التجارب الشخصية بخصوص مداهمة الشرطة السرية منازل الثوار. وتوقعت جميع الحوادث ذات الصلة. واستمعت أيضًا إلى المناقشات، شديدة المثالية في طبيعتها، والتي أظهر فيها المشاركون كيف ستغير الاشتراكية العالم، وإلى الخلافات بشأن وسائل تحقيق الاشتراكية.
في السنوات اللاحقة، حققت والدته بعض الشهرة باعتبارها قائدة نسائية شيوعية بارزة، فقد عملت كسكرتيرة للجنة المرأة في حزب العمال الأمريكي في العام 1924.

## مسيرته المهنية
درس غيتلو المحاماة خلال عمله كموظف في متجر تجزئة في نيوآرك، بولاية نيو جيرسي. وأسهم في تنظيم اتحاد موظفي البيع بالتجزئة، وهو النشاط السياسي الذي أفضى إلى طرده من وظيفته وإدراج جمعية التجار اسمه على القائمة السوداء. في يونيو من العام 1914، قدّم غيتلو شهادته أمام لجنة العلاقات الصناعية الأمريكية بخصوص الظروف السائدة في المتاجر الأمريكية. وذكرت شهادته وصفًا للعمل الإضافي الإجباري، والتجسس على العمال، والتحرش الجنسي بالمقابل.
بعد وضع اسمه على القائمة السوداء في مجال البيع بالتجزئة، عمل غيتلو لفترة قصيرة في تفصيل الملابس قبل ولوجه عالم الصحافة الراديكالية في العام 1919.

### الانخراط في السياسة الراديكالية
مع بلوغ غيتلو سنّ الثامنة عشرة، وأصبح مؤهلًا للعضوية، سرعان ما انضم بين غيتلو إلى الحزب الاشتراكي الأمريكي. وكان غيتلو عضوًا ملتزمًا وناشطًا في الحزب، وانتُخب مندوبًا في مؤتمر ولاية نيويورك للحزب الاشتراكي الأمريكي في العام 1910، أي بعد عامٍ واحدٍ من انضمامه. في خريف العام 1917، انتُخب غيتلو على القائمة الاشتراكية إلى جمعية ولاية نيويورك (مقاطعة برونكس) وخدمَ في المجلس التشريعي الـ 141 لولاية نيويورك. كان أحد الاشتراكيين العشرة الذين انتُخبوا لجمعية العام 1918، وكان جميعهم من مدينة نيويورك. على الرغم من العامَين اللذين قضاهما كنائب برلماني اشتراكي -أو ربما بسببهما، أعلن بين غيتلو إيمانه بالاشتراكية الثورية. منذ بداية العام 1919، أصبح غيتلو مناصرًا لفصيل الجناح اليساري الشيوعي الأولي للحزب الاشتراكي، حيث كان عمل بشكل وثيق مع الصحفي الراديكالي الشهير والمراسل الحربي جون ريد.